# Euxesta thomae
Euxesta thomae är en tvåvingeart som beskrevs av Friedrich Hermann Loew 1868.
Euxesta thomae ingår i släktet Euxesta och familjen fläckflugor. Inga underarter finns listade i Catalogue of Life.